# 15495 Bogie
15495 Bogie eller 1999 DF2 är en asteroid i huvudbältet som upptäcktes den 17 februari 1999 av den australiensiske amatörastronomen John Broughton vid Reedy Creek-observatoriet. Den är uppkallad efter skådespelaren Humphrey Bogart.
Asteroiden har en diameter på ungefär 6 kilometer.